# شيرلي لوف (مغنية)
شيرلي لوف (بالإنجليزية: Shirley Love)‏ هي مغنية ومغنية أوبرا أمريكية، ولدت في 6 يناير 1940 في ديترويت في الولايات المتحدة.